# قانون سوالبارد
قانون سوالبارد ۱۷ ژوئیهٔ ۱۹۲۵ شمارهٔ ۱۱، معمولاً به عنوان قانون سوالبارد (نروژی: lov om Svalbard یا به‌طور غیررسمی Svalbardloven)، یک قانون در نروژ است که جنبه‌های اصلی مجمع‌الجزایر سوالبارد را تنظیم می‌کند. این قانون توسط استورتینگه در ۱۷ ژوئیهٔ ۱۹۲۵ تصویب شد، حاکمیت نروژ بر جزیره را برقرار می‌کند و بیان می‌دارد که حقوق کیفری نروژ، حقوق مدنی و آئین دادرسی در جزیره اجرا می‌شود. در غیر این صورت، سایر مقررات و قوانین تنها زمانی اعمال می‌شوند که مشخص شده باشند. این قانون همچنین سیاست‌های مربوط به ادارهٔ جزایر را تعیین کرده است، از جمله ایجاد فرماندار سوالبارد، و از سال ۲۰۰۲، شورای جامعهٔ لانگ‌یربین. این قانون همچنین مقرراتی برای املاک و حفاظت از محیط زیست تعیین می‌کند.
این قانون به عنوان پاسخی به پیمان سوالبارد مورخ ۹ فوریهٔ ۱۹۲۰ تصویب شد، که حاکمیت نروژ بر سوالبارد را تأسیس کرد، اما مجمع‌الجزایر را به یک بندر آزاد و منطقهٔ غیرنظامی محدود ساخت. این قانون پایه‌گذار یک جامعهٔ مدنی منظم در جزایر بود، که تا آن زمان به دلیل وجود بی‌قانونی میان معدنچیان، ماهیگیران و شکارچیان دچار آشفتگی بود.
این قانون چندین بار اصلاح شده است و از ۶ فصل و ۴۶ بند تشکیل شده است. فصل اول (§§۱–۴) به رابطهٔ بین نروژ و سوالبارد می‌پردازد؛ فصل دوم (§§۵–۱۳) مربوط به حکمرانی و دادگاه‌ها است؛ فصل سوم (§§۱۴–۲۱) به حقوق خانواده می‌پردازد؛ فصل چهارم (§§۲۲–۲۸) به قانون املاک می‌پردازد؛ فصل پنجم (§§۲۹–۴۴) شورای جامعهٔ لانگ‌یربین را تأسیس می‌کند، و فصل ششم (§§۴۵–۴۶) شامل مقررات متفرقه است. از ۱ ژوئیهٔ ۲۰۰۲، قانون محیط زیست سوالبارد مورخ ۱۵ ژوئن ۲۰۰۱ شمارهٔ ۷۹ به تکمیل قانون سوالبارد پرداخته و تمام جنبه‌های محیط زیستی مجمع‌الجزایر را تنظیم می‌کند.